# تاتسويا هوري
تاتسويا هوري هو سياسي ياباني، ولد في 22 نوفمبر 1935 في هوكايدو في اليابان. في 1995 Hokkaido gubernatorial election ‏، انتخب Governor of Hokkaido ‏ (10 أبريل 1995 – 10 أبريل 2003).